# روبتسوفسك
روبتسوفسك (بالروسية: Рубцовск) هي إحدى مدن روسيا في الكيان الفدرالي الروسي ألطاي كراي.

## المناخ
يظهر الجدول التالي التغييرات المناخية على مدار السنة لروبتسوفسك:
| الشهر                             | يناير         | فبراير        | مارس          | أبريل         | مايو        | يونيو        | يوليو        | أغسطس        | سبتمبر      | أكتوبر       | نوفمبر        | ديسمبر        | المعدل السنوي |
| --------------------------------- | ------------- | ------------- | ------------- | ------------- | ----------- | ------------ | ------------ | ------------ | ----------- | ------------ | ------------- | ------------- | ------------- |
| الدرجة القصوى °م (°ف)             | 4.7 (40.5)    | 4.8 (40.6)    | 20.4 (68.7)   | 30.9 (87.6)   | 37.3 (99.1) | 38.3 (100.9) | 40.7 (105.3) | 38.7 (101.7) | 35 (95)     | 26.1 (79.0)  | 16.4 (61.5)   | 6.4 (43.5)    | 40.7 (105.3)  |
| متوسط درجة الحرارة الكبرى °م (°ف) | −11.7 (10.9)  | −11.3 (11.7)  | −2.8 (27.0)   | 10.3 (50.5)   | 20.2 (68.4) | 25.7 (78.3)  | 27.5 (81.5)  | 25.0 (77.0)  | 19.4 (66.9) | 9.2 (48.6)   | −2.6 (27.3)   | −9.7 (14.5)   | 8.4 (47.1)    |
| المتوسط اليومي °م (°ف)            | −16.3 (2.7)   | −15.8 (3.6)   | −8.6 (16.5)   | 4.0 (39.2)    | 12.9 (55.2) | 18.7 (65.7)  | 20.7 (69.3)  | 17.8 (64.0)  | 11.8 (53.2) | 3.7 (38.7)   | −6.9 (19.6)   | −14.0 (6.8)   | 2.4 (36.3)    |
| متوسط درجة الحرارة الصغرى °م (°ف) | −21.5 (−6.7)  | −21.0 (−5.8)  | −13.8 (7.2)   | −1.3 (29.7)   | 6.0 (42.8)  | 11.7 (53.1)  | 13.9 (57.0)  | 11.3 (52.3)  | 5.7 (42.3)  | −0.7 (30.7)  | −11.0 (12.2)  | −18.7 (−1.7)  | −3.2 (26.2)   |
| أدنى درجة حرارة °م (°ف)           | −46.3 (−51.3) | −44.7 (−48.5) | −38.4 (−37.1) | −28.2 (−18.8) | −7.4 (18.7) | −1.6 (29.1)  | 3.4 (38.1)   | −1.0 (30.2)  | −7.1 (19.2) | −19.5 (−3.1) | −42.0 (−43.6) | −48.7 (−55.7) | −48.7 (−55.7) |
| الهطول مم (إنش)                   | 16.1 (0.63)   | 15.5 (0.61)   | 15.8 (0.62)   | 20.4 (0.80)   | 34.1 (1.34) | 36.3 (1.43)  | 54.6 (2.15)  | 39.4 (1.55)  | 29.4 (1.16) | 29.8 (1.17)  | 24.9 (0.98)   | 19.5 (0.77)   | 335 (13.2)    |
| المصدر: Thermo Karelia.ru         |               |               |               |               |             |              |              |              |             |              |               |               |               |

## أعلام
- أليكسي تيشينكو